# Polittico di Valle Romita
Il Polittico di Valle Romita è un dipinto a tempera e oro su tavola di Gentile da Fabriano (280x250cm, di cui 157,20x79,6 la tavola centrale, 117,50x40 le tavole laterali inferiori e 48,9x37,8 le tavole superiori), databile al 1406-1410 circa e conservato nella Pinacoteca di Brera a Milano. È firmato in basso al centro sulla tavola centrale ("GENTILIS DE FABRIANO PINXIT"). La destinazione originaria era l'eremo francescano di Val di Sasso (detta anche Valle Romita) nei pressi della città natale dell'autore, Fabriano.

## Storia
Sebbene non si abbia documentazione scritta sull'origine del dipinto e sulla sua com9mittenza, il polittico fu visto da Flavio Biondo nel 1453 e ancora da Venanzo Benigni nel 1733 nella chiesa dell'Eremo di Valdisasso (detto anche Valle Romita) presso Fabriano, il che suggerisce l'originaria collocazione in quel sito. L'eremo, d'altra parte, già in stato di abbandono, era stato acquistato il 23 dicembre del 1405 da Chiavello Chiavelli, signore di Fabriano, che lo aveva subito affidato ai frati francescani zoccolanti, eleggendolo come luogo di sepoltura suo e della moglie. È quindi facile presupporre che abbia voluto restaurarlo e dotarlo di un polittico degno del suo spessore politico-economico per mano del suo protégé, che in quegli anni era a Venezia, città con cui Chiavelli era alleato e per cui addirittura combatteva come mercenario. La figura ricorrente di San Francesco d'Assisi insieme a quelle di santi eremiti nel polittico è compatibile con questa origine, così come il tema dell'incoronazione della Vergine, caro all'osservanza francescana. 
La datazione oscillerebbe così tra il 1406 e il 1412, anno in cui il Chiavelli morì e il polittico da porre nel suo sacello doveva essere già stato completato. Oltretutto Gentile era impegnato dal 29 agosto 1411 in un complesso ciclo di affreschi a Palazzo Trinci a di Foligno, circostanza che permette di circoscrivere la datazione dell'opera pittorica al 1406-1410, periodo su cui concorda la maggior parte degli studiosi. I ricorrenti elementi di derivazione veneziana, come la presenza di elementi ispirati dal gotico internazionale di Michelino da Besozzo, che era sicuramente a Venezia nel 1410 (e forse anche prima) e in Veneto dal 1404, sono in accordo con questa datazione, visto che il pittore era nella città lagunare in quegli anni.
Nel 1811 giunsero alla Pinacoteca di Brera la tavola centrale e i quattro scomparti laterali inferiori (non le quattro tavolette superiori), direttamente dall'eremo che era stato soppresso da Napoleone Bonaparte l'anno prima. Il mancato recapito delle quattro tavolette superiori, e l'esposizione di quelle grandi inferiori in sale separate a Milano, fanno pensare che il polittico fosse stato smembrato probabilmente già nel XVIII secolo. Le quattro tavole minori, tagliate in forma rettangolare, furono acquistate dalla pinacoteca nel 1901 dalla collezione privata del conte Agapito Rosei e reintegrate con i restanti pannelli in un polittico ricomposto. 
Nel 1991 è stata associata al polittico anche una quinta tavoletta centrale con la crocifissione di Gesù tra i dolenti, emersa dal mercato antiquario inglese dopo essere segnalata da Amico Ricci nel 1834 come venduta molti anni prima a un acquirente privato di provenienza orientale o greca.
La cornice neogotica risale al 1925.

## Descrizione e stile

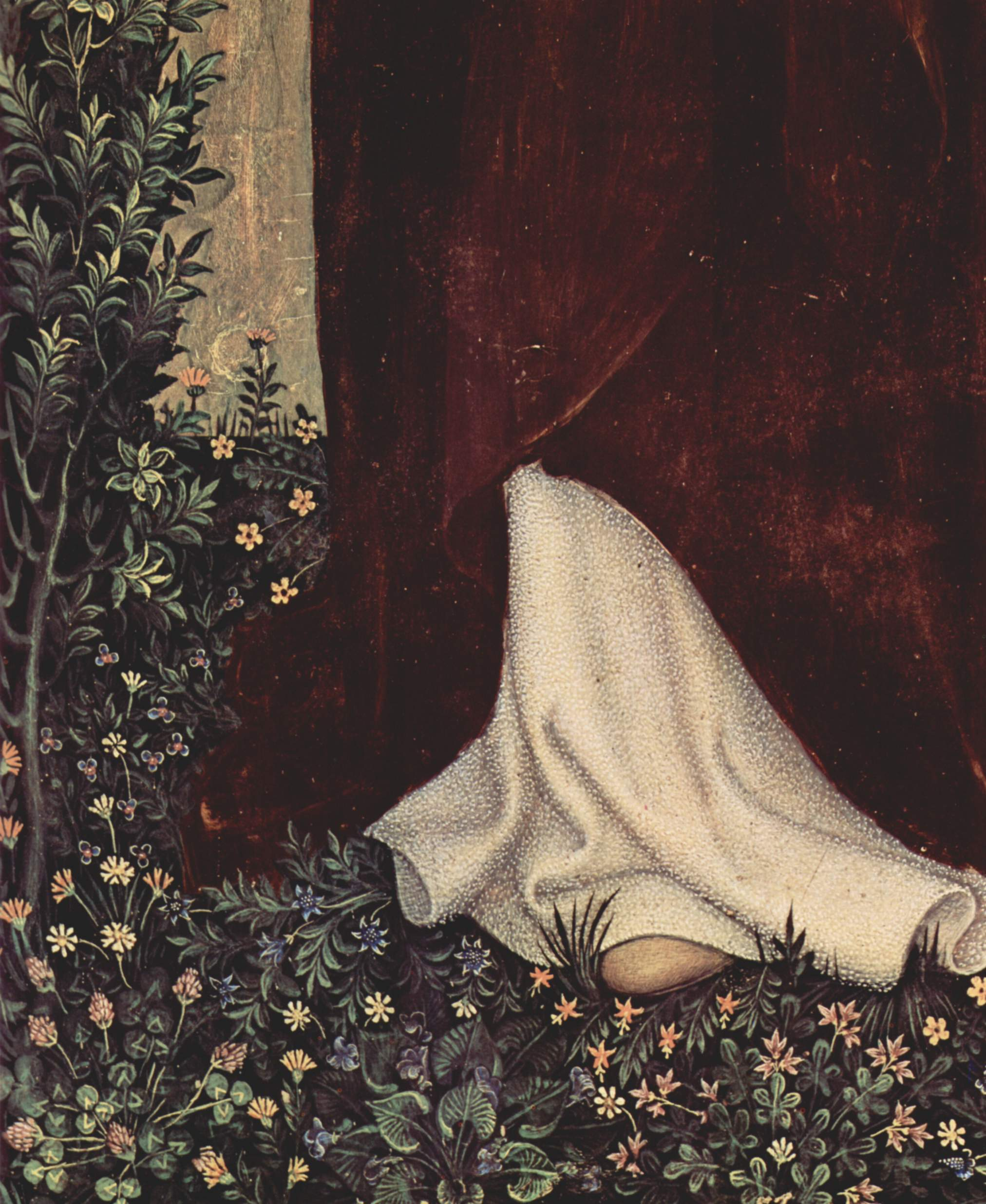
Dettaglio del prato

Il polittico è composto da cinque scomparti a doppio registro. Il pannello centrale mostra l'Incoronazione della Vergine con una rappresentazione della Trinità e un coro di angeli musicanti in basso. Questa scena fu disegnata ispirandosi ai mosaici bizantini che Gentile aveva visto a Venezia nella basilica di San Marco, come dimostra soprattutto l'eterea sospensione nel cielo delle figure, l'astratta parte inferiore e l'abbacinante fondo oro. Come tipico delle migliori opere del pittore, l'oro è poi lavorato con grande maestria e raffinatezza, col disegno di raggi di luce incisi direttamente sulla superficie o con altre tecniche, come nelle decorazioni delle vesti e in altri decori, talvolta resi a rilievo grazie all'uso della "pastiglia" in gesso. La veste di Gesù è poi disegnata su lamina d'argento.
Del tutto nuova è la capacità del pittore di lavorare le superfici, soprattutto gli abiti, dove riesce a trasmettere il senso della diversa consistenza materica, grazie a una stesura a tratti soffici della pittura.
I quattro pannelli laterali ospitano altrettante figure di santi: da sinistra si vedono San Girolamo con un modellino della chiesa in mano, San Francesco d'Assisi, San Domenico e la Maddalena. Queste figure sono poste in un giardino, appoggiate con passo leggero, ma saldo, su un prato fiorito dove sono dipinte svariate specie botaniche con la massima precisione. Tra i brani di virtuosismo pittorico si annoverano la morbida veste di pelliccia bianca della Maddalena o gli espressivi piedi di san Francesco, coperti di soffice peluria. Nella Maddalena è estremamente raffinato il gesto con cui regge l'ampolla degli unguenti, suo attributo tradizionale, indolentemente appoggiata sulla punta delle dita (l'ampolla è incisa nell'oro, non dipinta, come un oggetto della più raffinata oreficeria coeva): ben diverso sarà il trattamento dell'analogo soggetto nel Polittico Quaratesi, in cui la nuova Maddalena, memore del realismo di Masaccio, terrà saldamente in mano la pisside. Nonostante l'astrattezza di finezze come questa, un'importante novità rispetto agli stilemi del gotico è la saldezza con cui i santi si appoggiano al suolo, senza quell'effetto "in punta di piedi" che venne biasimato da Giorgio Vasari, il quale ne attribuì il superamento a Masaccio, sebbene il polittico di Valleromita sia anteriore di una decina d'anni rispetto alle opere del pittore fiorentino. Girolamo regge una chiesa gotica, simbolo della Chiesa romana stessa o dell'edificio fatto restaurare. Estremamente tortuoso è il ricadere degli orli dei manti, che creano curve sinuose e ritmate.
L'opera mostra una serie di influenze fabrianesi, lombarde, venete ed umbre, è composta in maniera poco omogenea: l'Incoronazione e i quattro santi nei pannelli laterali hanno un'aria contemplativa, mentre le scene nelle cuspidi sono più concrete, interessate alla caratterizzazione personale dei santi attraverso la scelta degli episodi e delle ambientazioni. L'insieme è comunque equilibrato e dotato di maggiore solidità rispetto alle coeve opere lombarde (come quelle di Michelino da Besozzo).

### Cuspidi

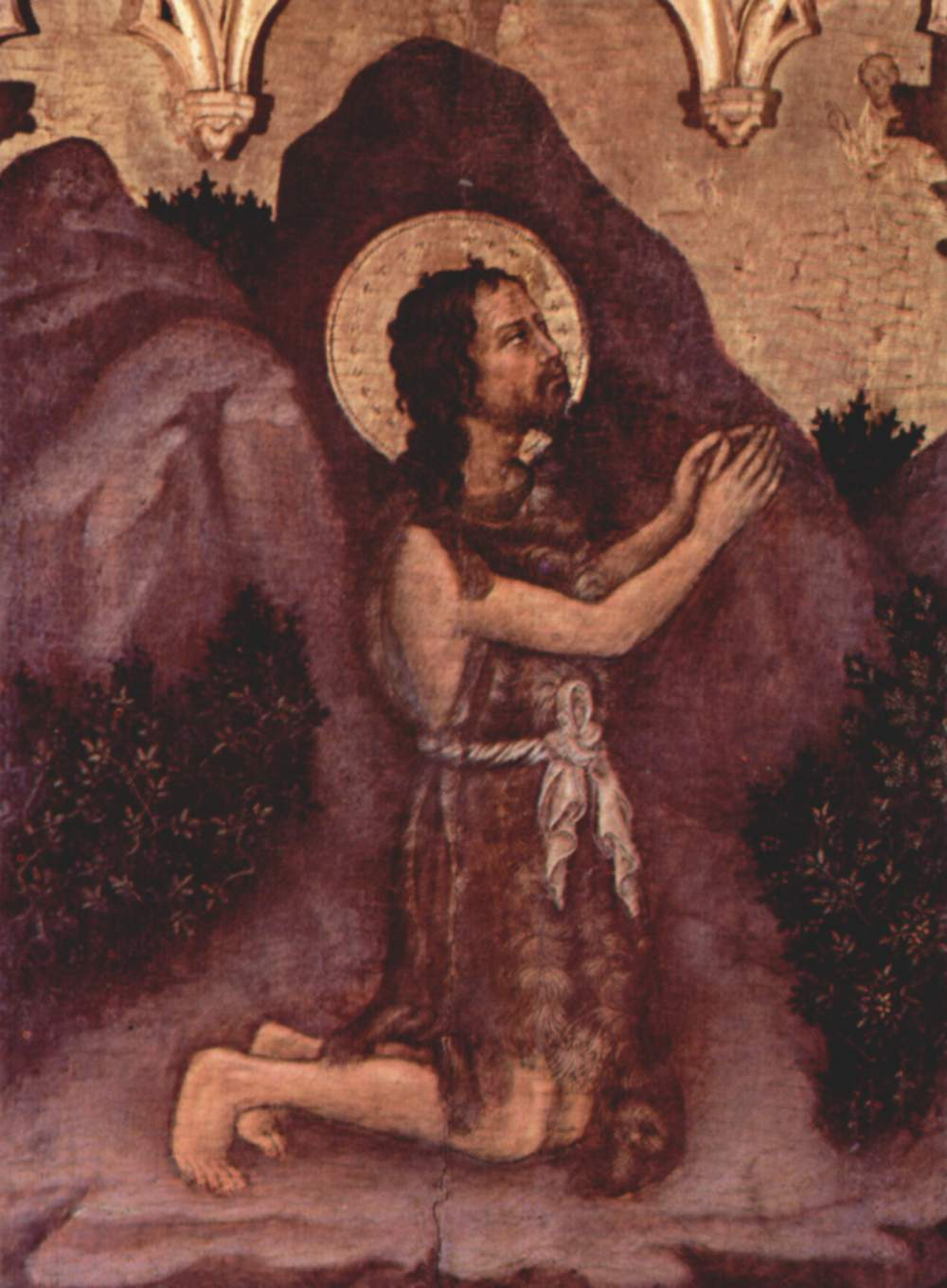
San Giovanni Battista in preghiera nel deserto

I quattro pannelli superiori, entro le cuspidi, mostrano invece San Giovanni Battista in preghiera nel deserto, il Martirio di Pietro da Verona, Santo francescano (sant'Antonio da Padova?) in lettura e San Francesco che riceve le stimmate.
Nel Martirio di Pietro da Verona la scena è ambientata sullo sfondo di una vivace veduta cittadina, con effetti di resa materica nella giubba dello sgherro, trattata con effetto di denso pointillisme per dare l'idea della lana appallinata. Nella scena il carnefice vibra un colpo di mannaia sul capo del santo. I pannelli di San Giovanni e San Francesco sono speculari e ambientati in un brullo paesaggio collinare quasi identico, che richiamava la religiosità ascetica dei francescani di Val di Sasso, isolati nel proprio eremo. Nel pannello del Battista nel deserto il pittore si concentrò soprattutto nel definire con cura i peli della casacca del santo o i cespugli spinosi, lumeggiati con una visione nitida e lenticolare.
Forse il pannello della Crocifissione, situato nella stessa sala del museo, era anticamente nella cuspide centrale del polittico. Una serie di piccoli santi (Collezione Berenson, Settignano e Pinacoteca Nazionale di Bologna) sono stati messi in relazione col polittico quali possibili decorazioni dei perduti pilastrini laterali, ma tale ipotesi è stata in seguito scartata.

## Galleria d'immagini

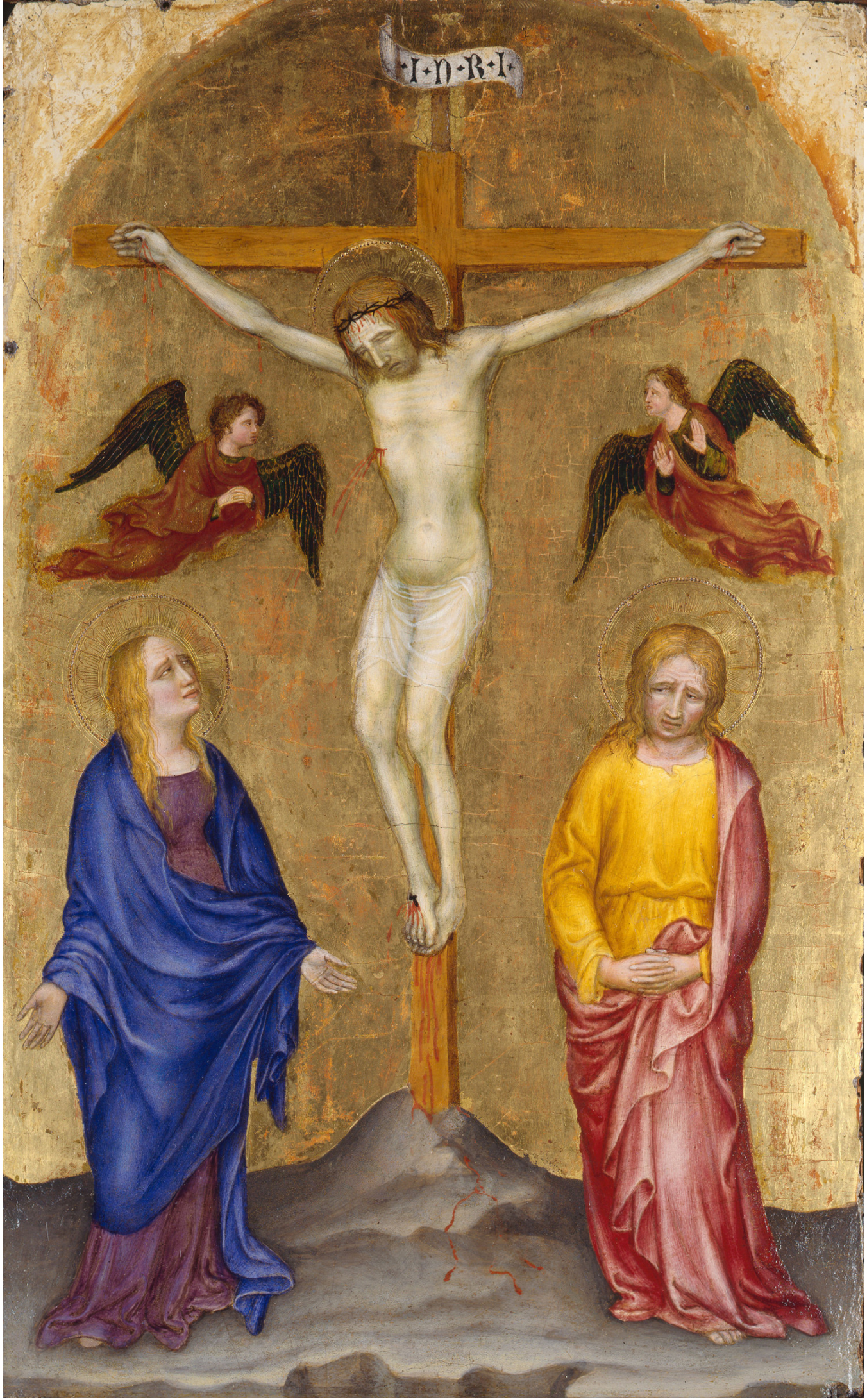
La Crocifissione, Brera
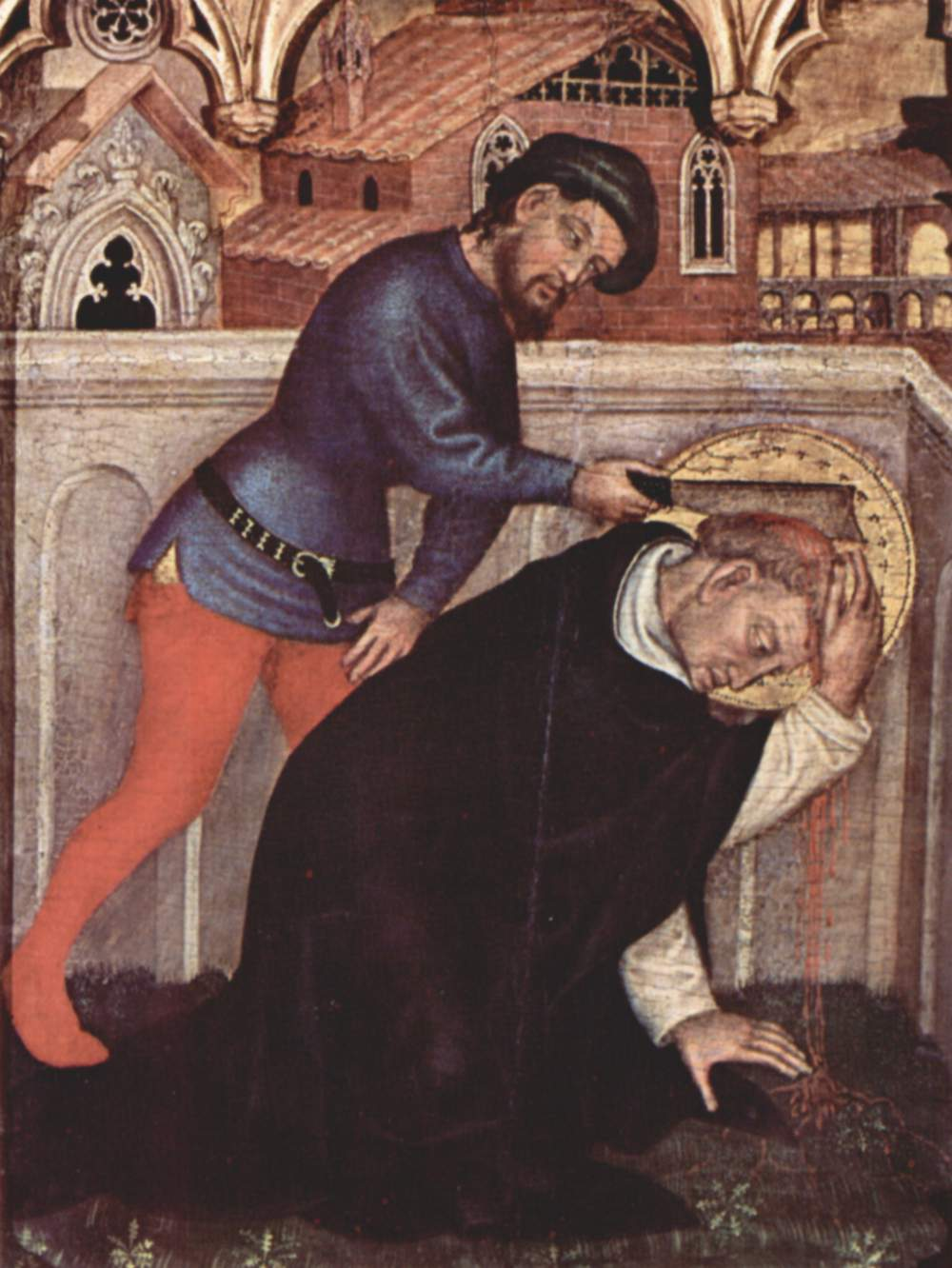
San Pietro Martire
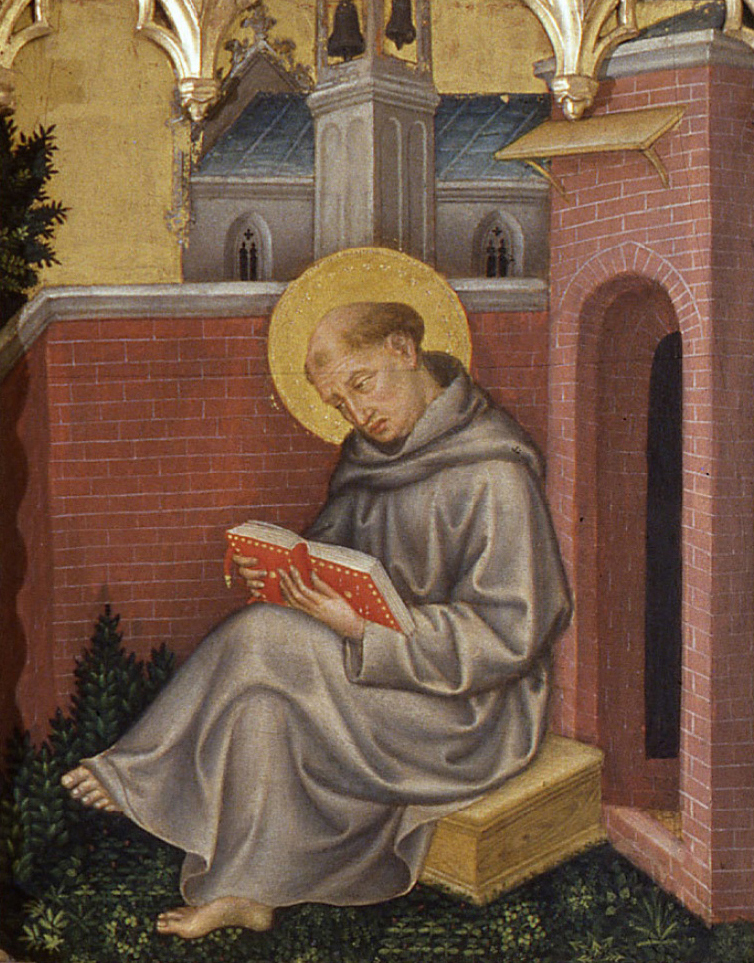
Santo francescano mentre legge
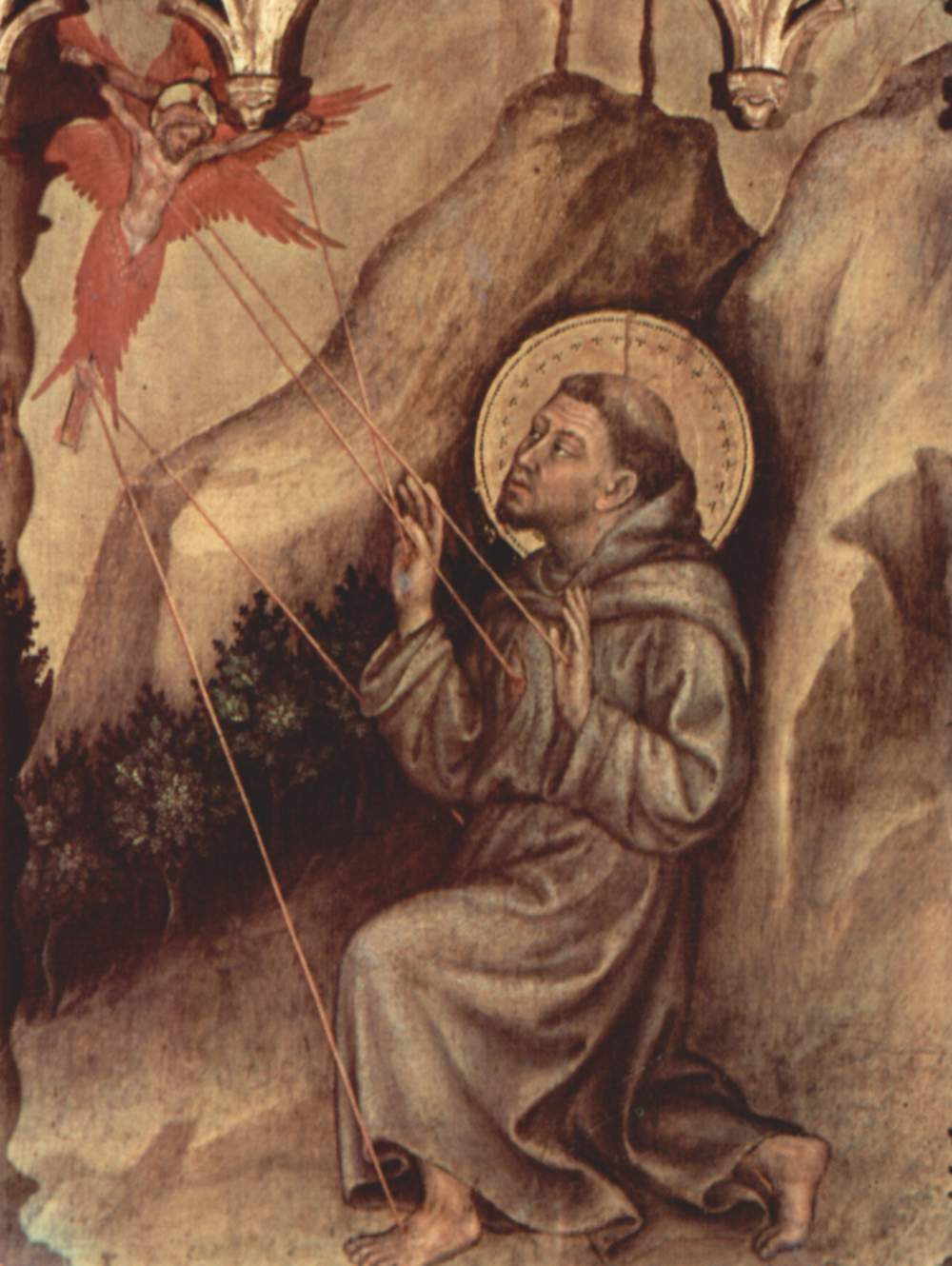
San Francesco riceve le stimmate